# Las Palmas, Chilón
Las Palmas är en ort i Mexiko.   Den ligger i kommunen Chilón och delstaten Chiapas, i den sydöstra delen av landet, 800 km öster om huvudstaden Mexico City. Las Palmas ligger 1 156 meter över havet och antalet invånare är 194.
Terrängen runt Las Palmas är kuperad åt nordost, men åt sydväst är den bergig. Runt Las Palmas är det glesbefolkat, med 16 invånare per kvadratkilometer. Närmaste större samhälle är Ocosingo, 15,6 km sydväst om Las Palmas. I omgivningarna runt Las Palmas växer i huvudsak städsegrön lövskog.